# Влиген, Лоик
Лоик Влиген (нем. Loïc Vliegen, род. 20 декабря 1993 в Рокур, Бельгия) — бельгийский профессиональный шоссейный велогонщик, выступающий c 2019 года за команду «Intermarché-Wanty-Gobert Matériaux».

## Достижения
2011
3-й — Чемпионат Европы среди юниоров
2012
5-й — La Roue Tourangelle
6-й — Giro del Belvedere
2013
5-й — Flèche Ardennaise
7-й — Internationale Wielertrofee Jong Maar Moedig
9-й — Льеж — Бастонь — Льеж среди молодёжи
2014
1-й — Triptyque Ardennais 
1-й на этапе 1
2-й — Flèche Ardennaise
2-й — Internationale Wielertrofee Jong Maar Moedig
4-й — Льеж — Бастонь — Льеж среди U-23
7-й — London–Surrey Classic
7-й — Piccolo Giro di Lombardia
8-й — Арктическая гонка Норвегии
8-й — Омлоп Хет Ниувсблад среди U-23
2015
1-й — Flèche Ardennaise
1-й на этапе 3 — Tour des Pays de Savoie
2-й — Тур Бретани
1-й на этапе 7
 Молодёжная классификация
2-й — Велогонка Мира среди U-23
1-й на этапе 3
5-й — Trofeo Banca Popolare di Vicenza
4-й — Льеж — Бастонь — Льеж среди U-23
7-й — Internationale Wielertrofee Jong Maar Moedig
8-й — Тур Валлонии
8-й — Giro del Belvedere
10-й — Kattekoers
2016
1-й  Горная классификация — Три дня Де-Панне:
4-й — Ле Самын
9-й — Амстел Голд Рейс
9-й — Вольта Лимбург Классик
10-й — Брабантсе Пейл

## Статистика выступлений наГранд Турах
- Тур де Франс
  - Участие:0

- Джиро д'Италия
  - Участие:1
    - 2018: сход на 15 этапе

- Вуэльта Испании
  - Участие:1
    - 2017: 112